# Gustav Schmidt (Unternehmer)

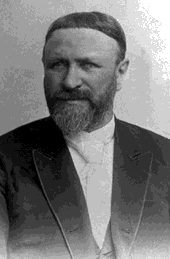
Friedrich Gustav Schmidt

Friedrich Gustav Schmidt (* 12. August 1844 in Buckau; † 13. November 1901 in Magdeburg) war ein deutscher Zuckerfabrikant und Kaufmann.

## Leben
Schmidt wurde als ältester Sohn des Kaufmanns und Zuckerfabrikbesitzers Albert Schmidt geboren. Sein Vater hatte gemeinsam mit seinem Bruder Herrmann Schmidt und Henry Coqui 1838 die Firma Gebrüder Schmidt und Coqui in Westerhüsen gegründet. Gustav Schmidt absolvierte eine kaufmännische Ausbildung. Nach dem Tod von Hermann Schmidt 1867 trat Gustav Schmidt in das Unternehmen ein. Er wurde Teilhaber des Familienbetriebes und wohnte im Westerhüser Wohnhaus der Familie. 1881 verstarb sein Vater und er übernahm die kaufmännische Leitung des Unternehmens. Andere Bereiche wurden von seinen Halbbrüdern Robert und Paul Schmidt geführt. Nachdem Paul Schmidt 1882 geheiratet hatte, verlegte Gustav Schmidt seinen Wohnsitz wieder nach Magdeburg.
Als Vertreter der Zuckerindustrie war Schmidt in der Magdeburger Korporation der Kaufmannschaft bzw. der Magdeburger Handelskammer engagiert und war auch als Stadtverordneter tätig. Darüber hinaus arbeitete er in mehreren Organisationen der deutschen Zuckerindustrie mit. So war er Mitglied des Vorstands der Zuckerberufsgenossenschaft und gehörte zum Direktorium  des Vereins der Deutschen Zuckerindustrie. Für diese Tätigkeit wurde er 1899 zum Königlichen Kommerzienrat ernannt.
Gustav Schmidt hatte Jenny Neuschaefer, die Tochter der Magdeburger Weingroßhändlers Franz Neuschaefer geheiratet. Aus der Ehe gingen fünf Kinder, vier Mädchen und ein Sohn hervor. Der Sohn verstarb noch als Kind. In den 1870er Jahren ließ Gustav Schmidt südlich der Fabrik vom Magdeburger Gartenbaudirektor Paul Viktor Niemeyer einen großen Garten anlegen.
Er betrieb in seiner Freizeit auch naturwissenschaftliche Studien. 1893 schenkte er dem Magdeburger Museum eine große Mollusken-Sammlung, die Funde von allen Kontinenten umfasste. Die Sammlung ist heute eine der ältesten erhaltenen Sammlungen des Museums.